# Chrysler 180
Chrysler 180 — серия автомобилей бизнес-класса, выпускавшаяся Chrysler Europe. Явившийся результатом совместной разработки Rootes Group и Simca, автомобиль выпускался с 1970 по 1975 год в Пуасси, Франция, а в дальнейшем на фабрике Barreiros в Испании. Chrysler 180 послужил основой для автомобилей среднего класса Chrysler Australia и Chrysler Centura.
В зависимости от установленного двигателя, модель имела индексы Chrysler 160/180/2 litre, а с 1977 года во Франции и странах континентальной Европы Chrysler-Simca 1609/1610/2 litres. После слияния Chrysler Europe с PSA Peugeot Citroën модели для стран континентальной Европы были переименованы в Talbot 1610/2 litres 1979 и 1980 модельных лет, после чего в Европе производство модели было прекращено за исключением Испании, где до 1982 года продолжала выпускаться дизельная версия.
Большой Chrysler плохо продавался на основных европейских рынках. Его замена разрабатывалась Chrysler Europe под кодовым наименованием C9 и затем была выпущена PSA под названием Talbot Tagora.

## Разработка

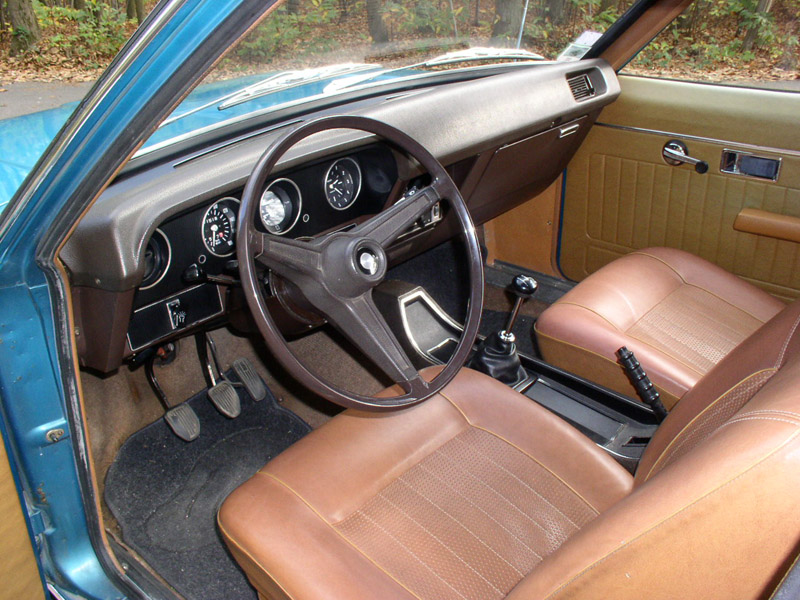
Интерьер Chrysler 160 с механической коробкой переключения передач.

Несмотря на то, что Chrysler в течение 1960-х годов постепенно взял под свой контроль Simca и Rootes Group, усилий для координации разработки прилагалось недостаточно. Таким образом, первый «совместный» европейский проект модели Chrysler на самом деле явился результатом двух совершенно разных программ развития.

### Rootes Group C Car
В 1966 году, под руководством директора по дизайну Роя Акса (англ. Roy Axe) Rootes Group начала разработку новой линии крупноразмерных автомобилей под внутренним индексом «C Car» (по аналогии с меньшей по размеру серией «B Car», ставшей затем Hillman Avenger), которые предполагались для замены Humber Hawk и австралийского Chrysler Valiant, плохо продававшегося после прекращения в 1967 году производства Humber Hawk. На рынок новые автомобили должны были выйти в трёх модификациях, типичных для Rootes Group: базовая, 2,0-литровая и 2,5-литровая. В дальнейшем на их основе предполагалось производство удлинённой серии «D Car», предназначавшейся для замены Humber Super Snipe.
В программу развития Rootes Group входила также разработка новых двигателей V6 с 60° углом смещения и развитие вышеупомянутых 2,0 и 2,5 литровых моторов. Было построено четыре работающих прототипа Humber Hawk и Hillman Avenger для испытания новых двигателей. Предлагалось использовать трубки De Dion для задней подвески (как на конкурирующем Rover P6) и установка 5-ступенчатой механической коробки передач (довольно смелое решение на тот момент).

### Simca Projet 929
В то же время во Франции Simca разрабатывала Projet 929, который должен был стать первым крупноразмерным автомобилем Simca, после того, как в 1961 году прекратилось производство модели Vedette и также сменить Simca 1501. Использование двигателя V6 не рассматривалось из-за высоких транспортных налогов во Франции, сделавших содержание подобной машины слишком дорогим. Вместо этого машины должны были использовать 4-цилиндровый двигатель с более скромными характеристиками. Существовало три вариации — 929 XA, созданной дизайнерской командой Simca и имевшей более угловатый дизайн, 929 XB, разработанной итальянской компанией Gruppo Bertone с более округлым дизайном, и наконец, 929 XC, направленный прямо из Детройта дизайнерами Chrysler и бывший типично американским по стилю, позднее ставший прототипом австралийской VE Series Chrysler Valiant.

### Окончательное решение
К началу 1969 года руководство Chrysler осознало факт разработки двух разных конкурирующих между собой машин. После рассмотрения руководством обеих вариантов автомобилей, было решено дорабатывать британскую программу C Car, но в двух модификациях — для Великобритании и Франции. Chrysler финансировал для Rootes Group постройку нового завода в Уитли, Ковентри. Для дальнейшей разработки Рой Акс нанял бывшего автомобильного проектировщика Курта Гвинна. В итоге новый автомобиль получил дизайн Hillman Avenger, уменьшенный по размеру. В первоначальных проектах чувствовалось влияние американских Крайслеров со сдвоенными передними фарами и единой панелью с задними фонарями.
В 1970 году Chrysler пересмотрел программу, сократив до одной версии, взяв в этот раз французскую разработку Simca, построенную в Пуасси. Simca переделала передние фары, ставшие одиночными и прямоугольными и отказалась от британского предложения использовать в оформлении салона натуральную кожу и дерево. Разработка нового двигателя V6, на которую было затрачено £ 31 млн фунтов стерлингов из 38 млн бюджета, также была пересмотрена. В итоге автомобиль получил двигатель от Rootes Humber Road, переднюю подвеску MacPherson и 4-ступенчатую коробку передач (опционально устанавливалась 3-ступенчатая автоматическая).

## Продажи

### Начало
После переименования Simca в «Chrysler France», а Rootes Group — в «Chrysler UK» (образовавшие собой объединённой Chrysler Europe), новый автомобиль, ставший результатом слияния двух разных разработок и выпущенный в трёх модификациях, получил название Chrysler 160, 160 GT и 180. В соответствии с принятой на Simca индексации, номер 160 получила модель с двигателем рабочим объёмом 1632 см³, а 180—1812 см³.
Все три модели были представлены в 1970 году на Salon International d'Automobile с лозунгом «американцы из Парижа». В Великобритании производство запущено в 1971 году и первоначально включало в себя только модель 180. Модель с 2,0-литровым объёмом, впервые представленная в 1973 году в Амстердаме, запущены в серию в 1973 году. Модель с двигателем 1981 см³ была доступна только с автоматической коробкой передач и имела множество дополнительных функций, например, виниловую крышу и дополнительные фары дальнего света на переднем бампере. В 1972 году модификации 160 и 180 получили внешнюю отделку хромом и металлом, а с появлением 2,0 мотора и 14-дюймовые шины с иными колёсными колпаками взамен старых 13-дюймовых.

### Реакция прессы
Седан Chrysler 180 был протестирован представителями британского журнала Motor magazine в апреле 1971 года, спустя несколько месяцев после появления автомобиля в Великобритании. Была отмечена максимальная скорость 162,5 км/ч, разгон до 97 км/ч за 12,4 секунд. Общий расход топлива составил 13,0 л на 100 км. Автомобиль предлагался за 1498 фунтов стерлингов, включая налоги. В рейтинге журнала машина заняла третье место из пяти. В описании резюмировалось, что это «очень приятный автомобиль, чуть-чуть не дотягивающий до роскошного спортивного седана».

### Barreiros

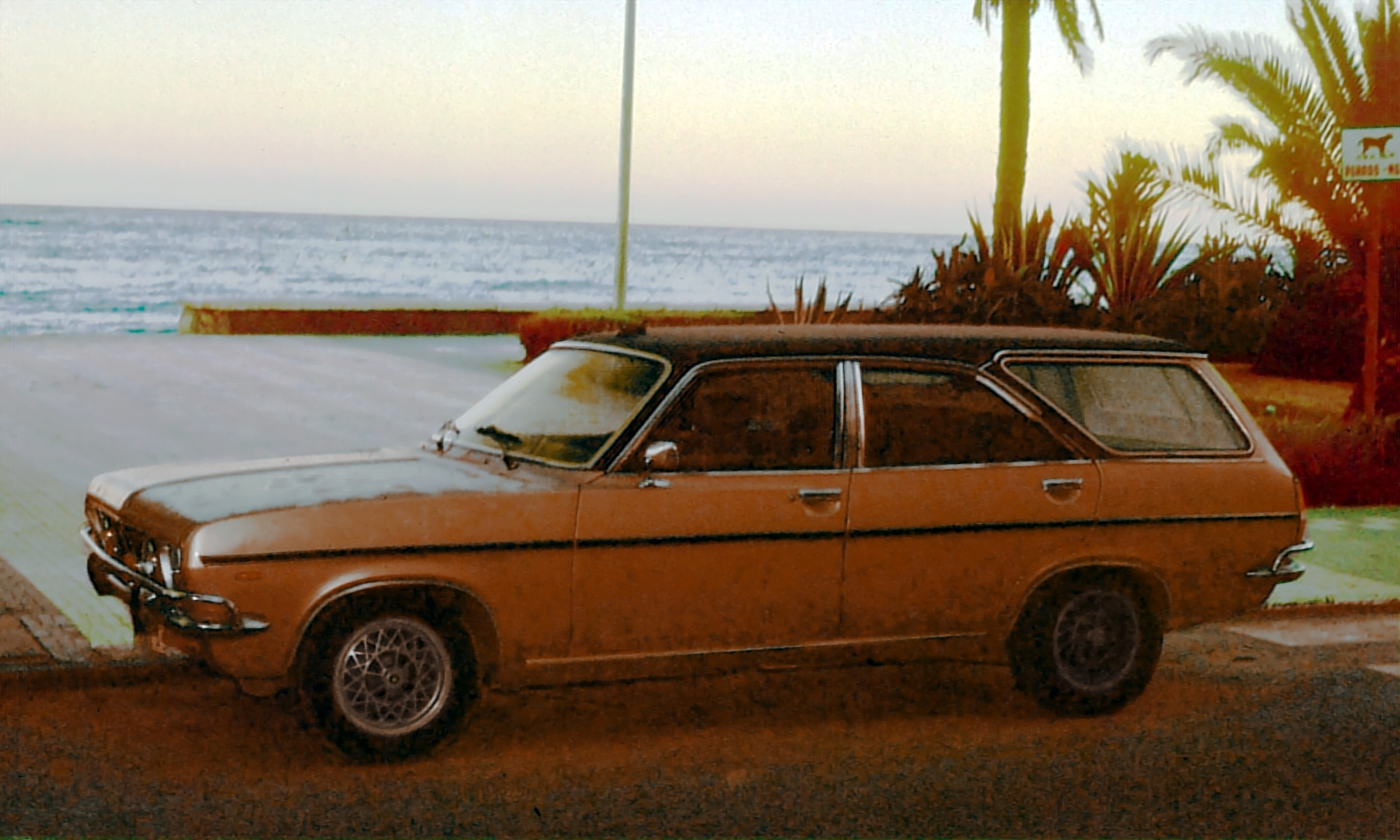
Испанский Chrysler 180, переделанный в универсал

Когда стало очевидно, что продажи модели гораздо меньше запланированных, Chrysler перенёс сборку из Пуасси на завод Villaverde своего испанского филиала Barreiros. Barreiros ранее собирал модели Simca и Chrysler для закрытого испанского рынка. Впервые в своей истории, Barreiros стал собирать всю серию автомобилей для всех остальных рынков. В Испании модель стала очень популярна. Модель 160 не была предложена в Испании; взамен её устанавливался новый дизельный двигатель объёмом 2,0 литра, не предлагавшийся на других европейских рынках, кроме испанского.

#### Chrysler 180 Diesel
На эту модель устанавливался 4-цилиндровый дизель с непрямым впрыском мощностью 65 л/с (48 кВт), 4-ступенчатая механическая коробка передач и приборная панель модели 160. В ноябре 1977 года в Испании, как и в соседней Франции была введена высокая ставка транспортного налогообложения, охватывавшая как бензиновые, так и дизельные моторы. Хотя бензиновый двигатель 2,0 литра был заменён на двигатель модели 180, объём дизельного также пришлось понизить с 2007 до 1917 см³ (без реального падения максимальной мощности и скорости), чуть ниже минимальной налоговой отметки 1920 см³.

### Последующая история
В 1977 году автомобиль был официально представлен для континентальной Европы под индексом Chrysler-Simca. Отдельные модели были переименованы в соответствии с созданной Simca 1307/1308 серией. При этом, первые две цифры индекса означают объём двигателя (1,6 в случае Chrysler 160), в то время, как две последующие означают французский налоговый класс. Таким образом, модель Chrysler 1,6 стала 1609 (хотя класс 9 был отменён), а 1,8 — 1610 с виниловой крышей и дополнительными фарами дальнего света от модели 2,0. В Великобритании, однако, название не поменялось, что создало некоторую путаницу.name="rootes-development"/>

#### Слияние с PSA
В 1979 году из-за финансовых трудностей Chrysler продал свою дочернюю компанию Chrysler Europe французскому концерну PSA. 1,8 двигатель был отменён, модель 1610 во Франции получила 2,0 мотор (11 налоговый индекс, но последние две цифры названия не были изменены). Также было произведено незначительное изменение внешнего оформления. С 1 августа 1979 года все автомобили Chrysler Europe были переименованы в Talbot (Talbot-Simca для Франции), поэтому Chrysler-Simca 1609 и 1610 стали Talbot-Simca 1609 и 1610. Производство продлилось всего год, после чего PSA представил замену — новый Talbot Tagora, первоначально предназначавшегося для смены седана Solara, модели Alpine, запущенной в апреле 1980 года.
Производство бензиновых двигателей Talbot 1610 на фабрике Barreiros прекратилось, но дизельная версия выпускалась в Испании до 1982 года.
Автомобиль также продавался в Австралии с 6-цилиндровым двигателем, автоматической коробкой передач, изменённой решёткой радиатора, пропускавшей больше воздуха, и четырьмя круглыми фарами. Эта модель имела в Австралии ограниченный успех и продавалась под названием Chrysler Centura.

## Причины неудачи
Chrysler 180 наиболее успешно продавался на испанском рынке, хотя производство туда было перенесено только в конце 1970-х годов. Испанский рынок был закрыт для любого неиспанского производителя; единственным конкурентом оказался Seat 132.
Автомобиль не получил широкой популярности ни во Франции, ни в Великобритании. Смешанная сборка, экзотические бренды, а также не сильное отличие от множества других подобных автомобилей не вписывалось в ожидания покупателей и экспертов. К 1976 году количество проданных автомобилей в Великобритании составляло 10000 штук, удавалось продавать около 2000 штук ежегодно, что было гораздо ниже, чем запланировано компанией. Во Франции продажи Chrysler 180 были настолько малы, что в 1974 году была вновь выпущена старая Simca 1501, производившаяся на экспорт для продажи оставшихся комплектующих после запуска Chrysler 180.
Германский Auto Katalog отмечал, что новый автомобиль имеет значительное сходство с Opel Rekord, похожий на него своим стилем, размерами и выбором двигателей, который выпускался за четыре года до Chrysler. На британском рынке шансы машины затруднялись более успешными конкурентами Rover SD1, имевшими двигатели объёмом более 2,0 л.
Кроме того, Chrysler не оказывал новой машине поддержки после её выхода. Реклама была слишком скудной и ограниченной по масштабам. Chrysler не соответствовал тогдашним нормам престижных автомобилей, не имея электрических стеклоподъёмников, центрального замка, хотя все они имелись на более старой Simca 1307.